# Présidence belge du Conseil de l'Union européenne en 2024
Pour un article plus général, voir Présidence du Conseil de l'Union européenne.
Présidence espagnole du Conseil de l'Union européenne en 2023 Présidence hongroise du Conseil de l'Union européenne en 2024
La présidence belge du Conseil de l'Union européenne en 2024 est la treizième présidence tournante du Conseil de l'UE assurée par la Belgique.
La Belgique succède à l'Espagne au siège de la présidence le 1er janvier 2024. La présidence suivante est assurée par la Hongrie depuis le 1er juillet 2024.

## Objectifs
La présidence belge mettra l'accent sur les priorités suivantes :
- défendre l'état de droit, la démocratie et l'unité ;
- renforcer la compétitivité ;
- poursuivre une transition écologique juste ;
- renforcer le programme social et sanitaire ;
- protéger les individus et les frontières ;
- promouvoir l'Europe mondiale.

## Identité visuelle

Version en bleu

## Évènements
- Élections européennes de 2024, du 6 au 9 juin 2024